# 윌리엄스 칼리지
윌리엄스 칼리지(Williams College)는 미국 북동부 매사추세츠주에 있는 4년제 소수 정예 사립 리버럴 아츠 칼리지로, 미국 최고 명문 대학으로 꼽힌다. 1755년 프렌치 인디언 전쟁에서 전사한 매사추세츠만 지역 출신의 식민주의자 에프라임 윌리엄스의 유산으로 1793년에 세웠다. 2024년 《U.S. 뉴스 & 월드 리포트》의 리버럴 아츠 칼리지 순위에서 22년 연속으로 1위를 기록했고, 2018년《포브스》의 미국 대학 순위에서 리버럴 아츠 칼리지 가운데 1위를 기록했다.
윌리엄스 칼리지는 매사추세츠주 북서쪽의 한적한 마을인 윌리엄스타운에 위치해 있다. 2017년 기준으로 2,042명의 학부생과 57명의 대학원생이 있다. 학생 대 교수 비율은 7:1이다. 자유과 교육 과정에 따라 25개의 학부와 학제간 교육 계획에서 인문학과 예술, 사회과학, 자연과학에 속하는 36개의 전공 과정을 제공한다. 주로 학부 교육을 제공하지만 개발경제학과 미술사 대학원 과정도 제공한다.
졸업생들 중에서 9명의 퓰리처상의 수상자, 2명의 노벨상 수상자, 54명의 미국 의회 국회의원, 18명의 미국 주지사, 4명 미국 내각 장관, 1명의 대법원 부장 판사, 1명의 미국의 대통령, 포춘 500의 창립자와 최고경영자, 미국의 고위 외교관, 학계의 학자, 작가와 미디어 인물, 프로 선수등이 포함된다. 그 외의 졸업생들 중에서는 로즈 장학생 35명, 마셜 장학생 17명, 왓슨 펠로우와 풀브라이트 프로그램 장학생이 많이 있다.

## 역사

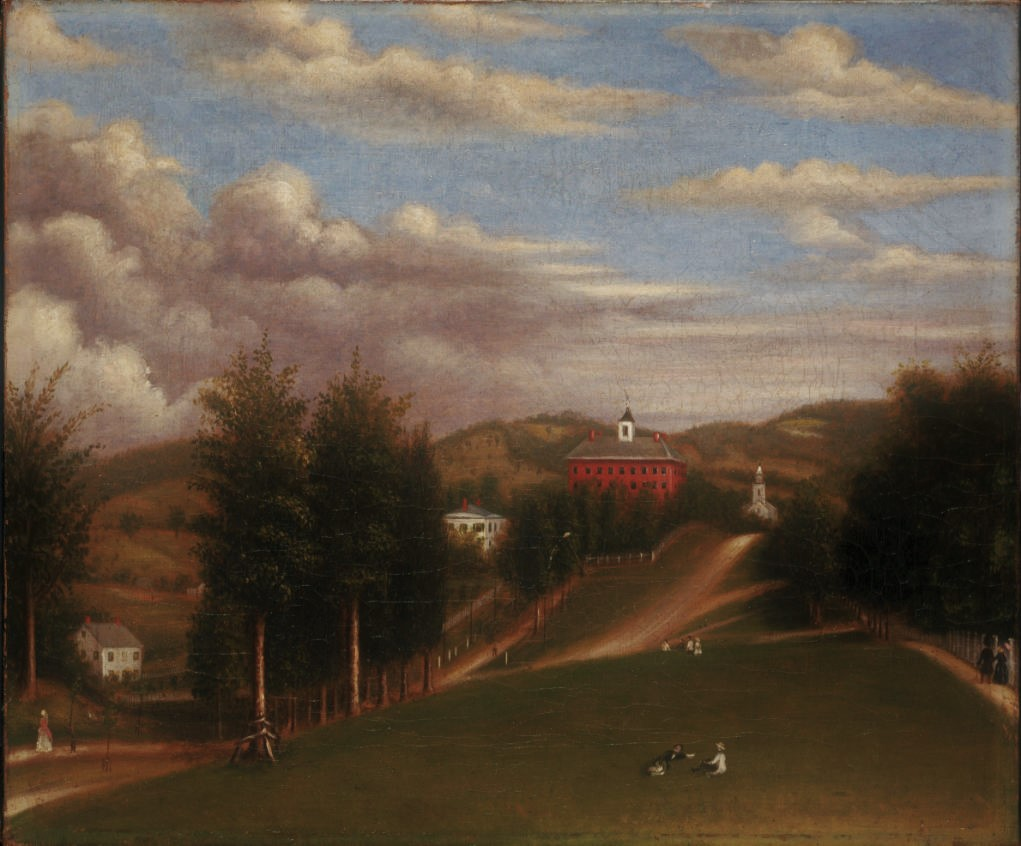
초창기의 윌리엄스 칼리지

에프라임 윌리엄스 대령은 매사추세츠 민병대의 장교였으며 그의 가족은 유명한 지주 가족이었다. 그는 유언을 통해 매사추세츠주 웨스트후색(West Hoosac)에 세워질 자유 학교를 후원할 유산을 남겼고, 도시의 이름은 오늘날의 윌리엄스타운으로 바뀌었다.
셰이즈의 반란 이후 1791년 10월 26일 윌리엄스타운 자유 학교가 문을 열고 15명의 학생이 입학했다. 오래 지나지 않아 학교 이사회는 매사추세츠주 의회에 자유 학교를 학비를 받는 대학으로 전환시켜 줄 것을 요구했고, 1793년 6월 22일 의회는 이를 받아들여 윌리엄스 칼리지로 인가를 받아 매사추세츠주에 세워진 두 번째 대학이 됐다.
설립 당시에는 인종 차별 정책을 유지해 흑인 학생들을 받지 않았다. 최초의 흑인 시인으로 일컬어지는 루시 테리의 아들이 인종을 이유로 입학을 거부당하자 이야기꾼으로 유명했던 그녀는 이사회 앞에서 세 시간동안 성경을 인용하며 연설을 했지만 아들을 입학시킬 수는 없었다. 후대의 연구에 따르면 윌리엄스 칼리지에서 이러한 일이 일어났다는 사실을 증명하는 기록이 없고, 루시 테리의 아들이 입학을 거부당한 이유는 당시 입학 시험을 잘 보기 위해 필요한 라틴어와 그리스어, 프랑스어에 능숙하지 않아서였기 때문이었을 것이며, 이는 그가 자란 버몬트주 길퍼드에는 이를 가르치는 학교가 없었기 때문이라는 추측도 있다.
1815년까지 윌리엄스 칼리지는 단지 두 채의 건물과 58명의 학생들만 있었고 재정적인 어려움을 겪고 있었기 때문에 이사회는 학교를 매사추세츠주 애머스트로 옮기기로 결정했다. 당시 윌리엄스 칼리지의 총장이었던 제퍼나이어 스위프트 무어는 15명의 학생들과 함께 애머스트로 갔고 애머스트 칼리지를 세웠다. 일부 학생들과 교수들은 윌리엄스 칼리지에 남았다.
윌리엄스 칼리지의 학생이었던 가드너 코트렐 리어나드는 1887년에 그와 그의 학우들이 입을 졸업식 예복을 디자인했고, 7년 뒤에는 컬럼비아 대학교에서 열린 대학간 예복 위원회의 고문이 돼 오늘날 미국 대학 예복의 체계를 세웠다. 제2차 세계 대전 동안에는 V-12 해군 대학 훈련 프로그램에 참가한 131개의 대학 가운데 하나였다. 원래는 남자대학이었으나 1970년부터 혼성교육을 시작했다.

## 교육
윌리엄스 칼리지는 소규모의 4년제 리버럴 아츠 칼리지다. 인문학과 과학, 사회과학의 세 분야에서 24개의 학부와 35개의 전공이 있고, 개발경제학과 미술사 석사 과정이 있다.
윌리엄스 칼리지는 2학기제를 채택하고 있는데, 한 학기에는 4개 과정을 이수하며, 여름에는 과학 분야를 중심으로 200명 정도의 학생이 교수와 함께 집중 연구를 진행한다. 특별하게 가을학기, 봄학기와 더불어 겨울학기(Winter Study)도 있다. 겨울학기에는 한 코스를 3주간동안 40시간 듣게된다. 겨울학기는 합격-불합격으로 처리되며 유리공예나 작사작곡 수업 등 다양한 수업을 들을 수 있다.
2028년 졸업예정으로 2024년 가을에 입학하는 신입생(Class of 2028)의 경우 6.4%가 합격했다. 카네기 교육진흥재단은 윌리엄스 칼리지의 입학 절차를 선별적이라고 평가했고, 《U.S. 뉴스 & 월드 리포트》는 '가장 선별적'이라고 평가했다.
2021년 기준으로 윌리엄스 칼리지는 42억 달러의 기금을 갖고 있고, 53%의 학생들이 장학금을 받고 있다.

### 순위
미국 경제주간지 《포브스》가 발표하는 미국 대학 연례 순위에서 윌리엄스 칼리지는 2010년과 2011년에 하버드, 예일, 프린스턴 대학교 등 아이비리그를 누르고 1위에 선정되었다. 또, 미국 시사주간지 《U.S. 뉴스 & 월드 리포트》가 매년 선정하는 대학 순위에서도 리버럴 아츠 칼리지 부문에서 2003년 이후 22년 연속 1위를 기록했다.

### 옥스브리지 튜토리얼

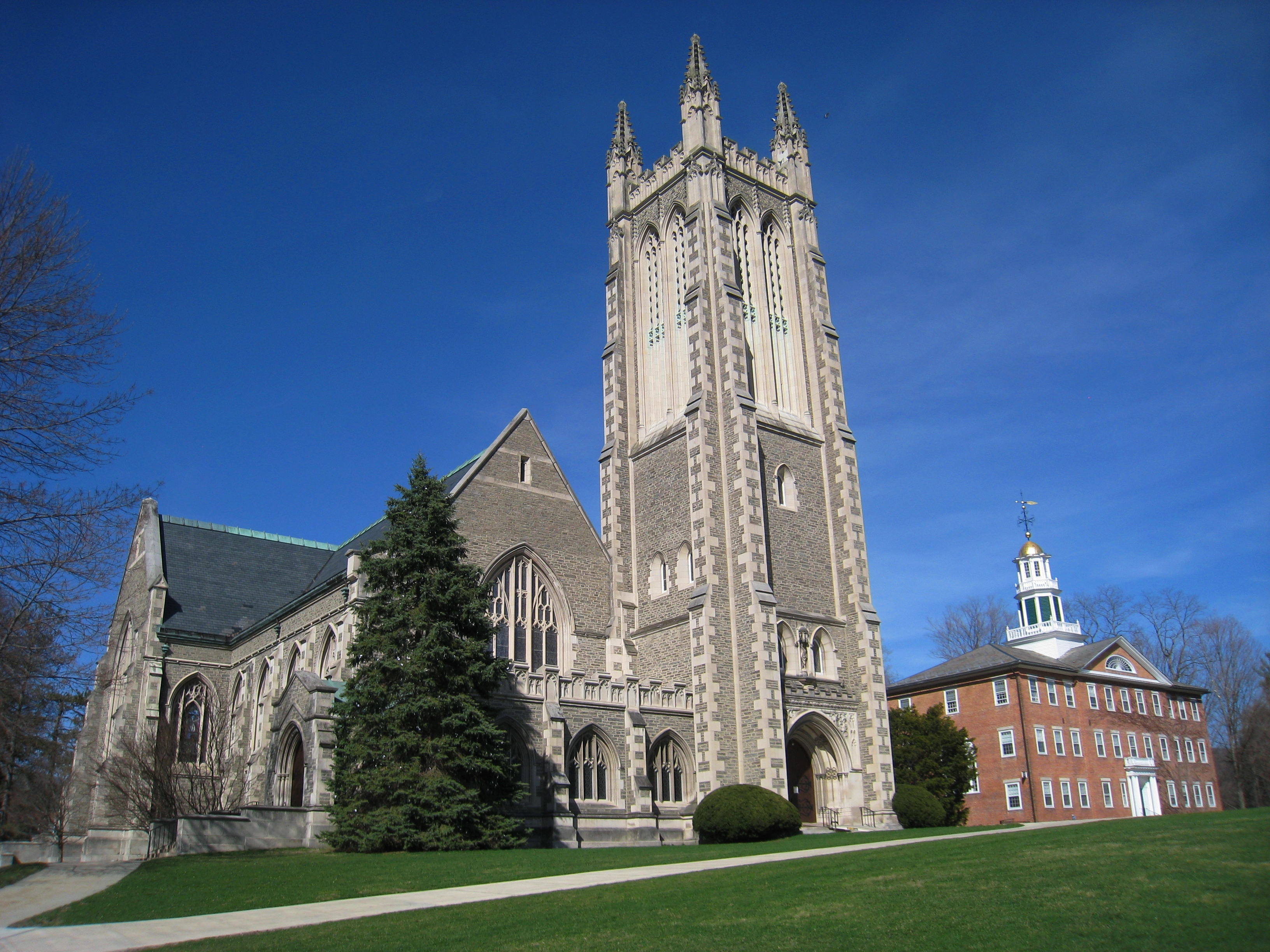
윌리엄스 칼리지 톰슨 기념 교회당(Thompson Memorial Chapel)

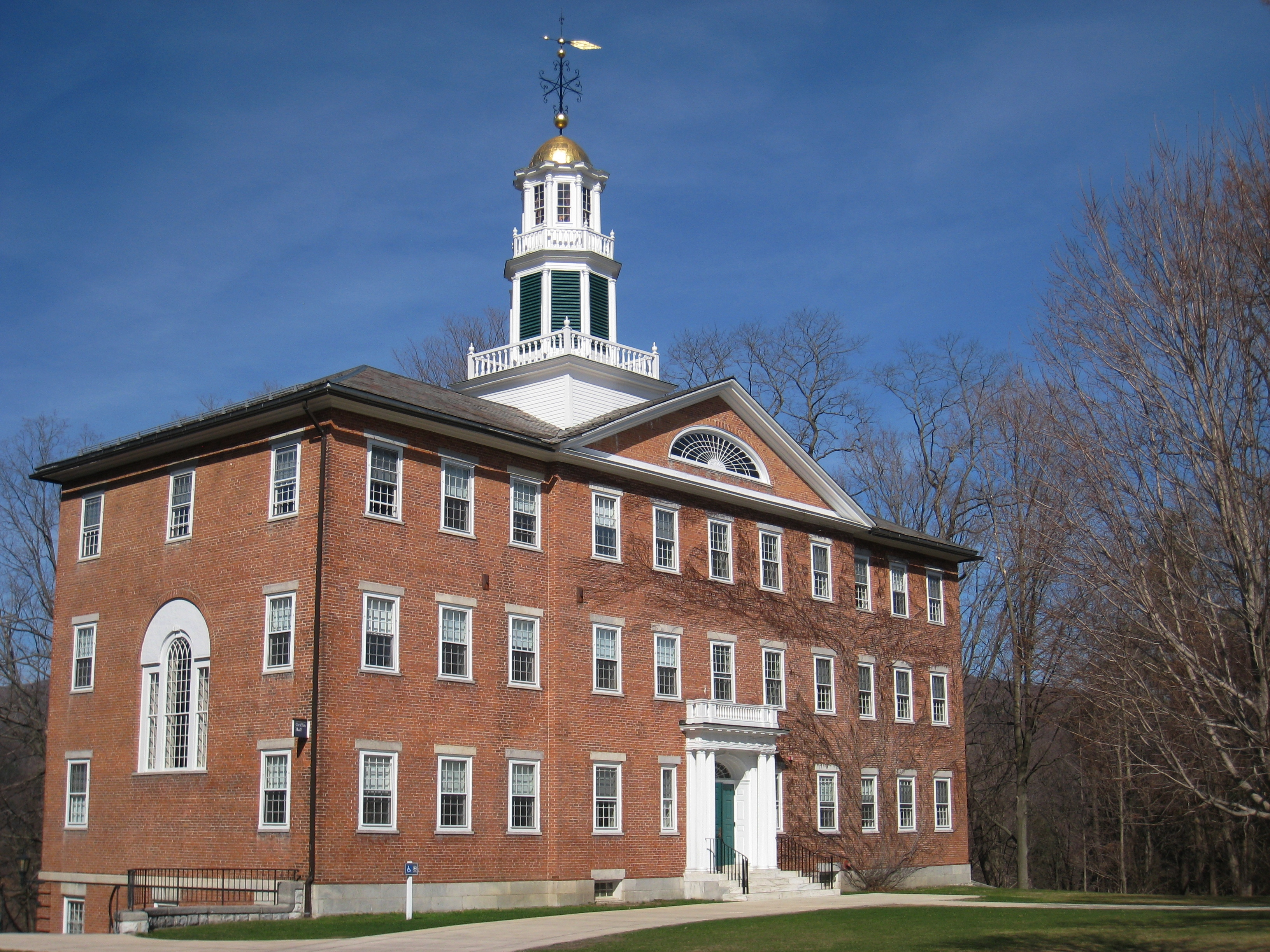
윌리엄스 칼리지 그리핀 홀(Griffin Hall)

윌리엄스 칼리지에서 이루어지는 교육의 일부는 옥스퍼드 대학교와 케임브리지 대학교의 개인 지도 수업을 본따 이루어진다. `튜토리얼(Tutorial)`이라고 불리는 개인 수업은 학생들이 교수 앞에서 매주 다른 주제를 놓고 자신의 의견을 발표하고 동료의 글쓰기를 심사해야 한다.

## 학생 구성
|                   | 학부생 | 미국 인구 조사 |
| ----------------- | ------ | -------------- |
| 백인계 미국인     | 63.7%  | 65.8%          |
| 아프리카계 미국인 | 9.8%   | 12.1%          |
| 아시아계 미국인   | 10.7%  | 4.3%           |
| 히스패닉계 미국인 | 8.6%   | 14.5%          |
| 미국의 원주민     | 0.3%   | 0.9%           |
| 유학생            | 6.7%   | 자료 없음      |

재학생 중 소수인종 학생이 33%이며, 유학생 신분 학생이 7%를 차지한다.